# 30 de Julio (1827)
La Goleta 30 de Julio (ex Brocoió) fue un navío de la Armada Argentina que combatió durante la guerra con el Imperio del Brasil. 

## Historia
La Brocoió sirvió en la armada brasilera. En 1827 al mando del Teniente Francisco de Paula Osório fue asignada a la Tercera División que comandada por Jacinto Roque de Sena Pereira debía operar sobre el Río Uruguay.
En la Batalla de Juncal librada los días 8 y 9 de febrero de 1827 la escuadra argentina al mando de Guillermo Brown destruyó a la Tercera División imperial.

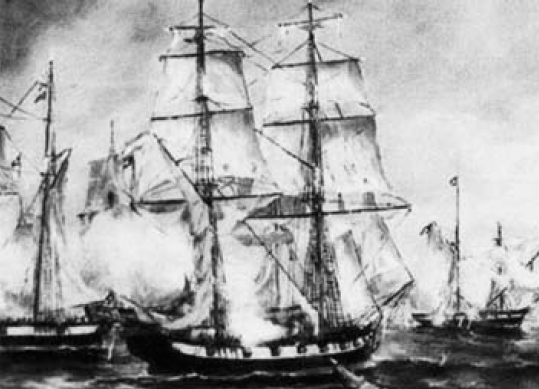
Batalla de Juncal

De la Tercera División, las tres principales naves, Goleta Oriental, Bergantín Dona Januária y Goleta Bertioga habían sido capturadas en la segunda jornada de la batalla mientras que la Goleta Vitoria de Colonia y la Cañonera Atrevida escaparon por el Río Paraná por la boca llamada Gutiérrez, la Brocoió con las Cañoneras Paraty e Iguapé huyeron por otra bocas del mismo río y el grueso, las goletas Liberdade do Sul, Itapoã, 7 de Março, 9 de Janeiro y 7 de septiembre, las cañoneras Cananéia y Paranaguá, un lanchón de 12 remos y dos lanchas más pequeñas huyeron al norte aguas arriba del Uruguay. Había tomado el mando de este grupo el Teniente Germano de Souza Aranha, comandante de la goleta Itapoã. 

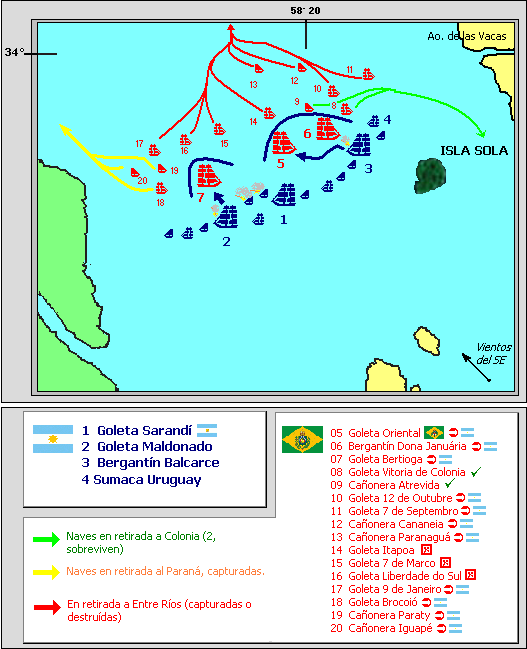
Retirada de las fuerzas brasileras.

Las dos naves del primer grupo fueron las únicas que consiguieron huir y arribar a Colonia del Sacramento. Del último, las Liberdade do Sul, Itapoã y 7 de Março, dañadas por el combate, fueron encalladas en un paraje llamado San Salvador e incendiadas y los buques sobrevivientes tras rendirse a la Provincia de Entre Ríos en Gualeguaychú fueron capturados por Brown, quien rechazó la decisión del gobierno entrerriano y montó una operación combinada por tierra y agua que le permitió capturar las embarcaciones refugiadas.
En cuanto a la Brocoió con los buques que tentaron otros canales del Paraná, entre ellos el de Las Palmas, fueron capturados rápidamente.
La Brocoió fue bautizada como 30 de Julio (fecha del Combate de Quilmes) y se incorporó a la flota argentina.